# Megaphonia beccarii
Megaphonia beccarii är en skalbaggsart som beskrevs av Raffaello Gestro 1874. Megaphonia beccarii ingår i släktet Megaphonia och familjen Cetoniidae. Inga underarter finns listade i Catalogue of Life.